# Senneterre
Senneterre ist eine Stadt (Ville) im Westen der kanadischen Provinz Québec. 
Die Kleinstadt liegt in der MRC La Vallée-de-l’Or in der Verwaltungsregion Abitibi-Témiscamingue. Sie wurde 1919 gegründet. 1956 erhielt sie die Stadtrechte. Senneterre liegt am Ufer des Flusses Rivière Bell unweit des südlichen Endes des Lac Parent.
Im Jahr 2016 zählte Senneterre 2868 Einwohner.
Verkehrsmäßig ist die Stadt über die Route 113 und Route 386 an das Fernstraßennetz der Provinz Québec angebunden. Städte in der näheren Umgebung sind Amos und Val-d’Or im Westen sowie Lebel-sur-Quévillon im Norden.
Ferner gibt es eine alte Eisenbahnlinie, die noch bedient wird, von Montréal kommend.